# Plasma Pool
A Plasma Pool egy 1990-től 1995-ig működött EBM/Dark electro-industrial zenekar volt, de még egy lemezt készítettek 2001 és 2004 között, sőt, 2011 végén egy koncertet is adtak az R33 Klubban. Kísérletező, súlyos hangulatú zenéjük a black metal és elektronikus zenék (industrial, EBM) keverékeként írható le, amit koncertjeiken többnyire sokkoló vetítésekkel tettek még nyomasztóbbá. Feloszlásuknak oka az volt, hogy kirabolták őket. Második, Drowning című lemezük valójában félig-meddig kalózkiadvány: a kiadó nem éppen tisztességesen járt el a megjelentetésével, mert nem a zenekar által leadott anyagot jelentette meg, hanem koncertfelvételeket, mindezt a zenészek tudta nélkül.

## Tagok
- Csihar Attila – ének (1990-1995)
- Gabo – ének (2001-2004)
- Kuli László – ütős hangszerek (1990-1995, 2001-2004)
- Zilahy István – szintetizátorok (1990-1995, 2001-2004)

## Lemezek
- I - Plasma Pool (1993, 1996)
- II - Drowning (1999)
- Ezoterror (2004)